# Gerda Löwenadler
Gerda Löwenadler, gift Lyth, född 22 december 1914 i London, död 20 oktober 2005  i Suffolk i Storbritannien, var en svensk inredningsarkitekt. 
Hon var dotter till direktören Uno Martin Löwenadler och Hulda Gerda Selma Munck samt syster till Karin Löwenadler. Hon ingick äktenskap med Torolf Lyth i London 1942. Hon studerade inredningsarkitektur i England och blev därefter anställd vid NK:s heminredningsavdelning. I London var hon flitigt anlitad som egnahemsarkitekt och heminredningsexpert.

### Fotnoter
1. ↑  Dödsannons i Svenska Dagbladet 13 november 2005. Läst 15 december 2016.
2. ↑  Lysningsannons i Svenska Dagbladet 27 oktober 1942. Läst 15 december 2016.